# Brighton Sharbino

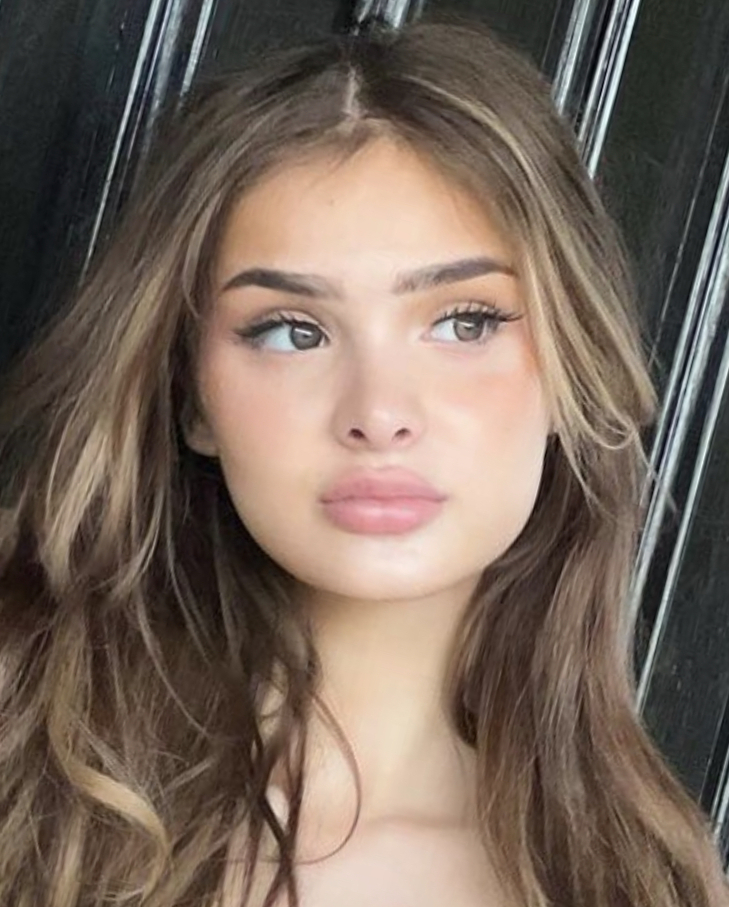
Brighton Sharbino (2023)

Brighton Rose Sharbino (* 19. August 2002 in Flower Mound, Texas) ist eine US-amerikanische Schauspielerin, die vor allem durch ihre Nebenrolle als Lizzie Samuels in der Fernsehserie The Walking Dead bekannt wurde.

## Leben und Karriere

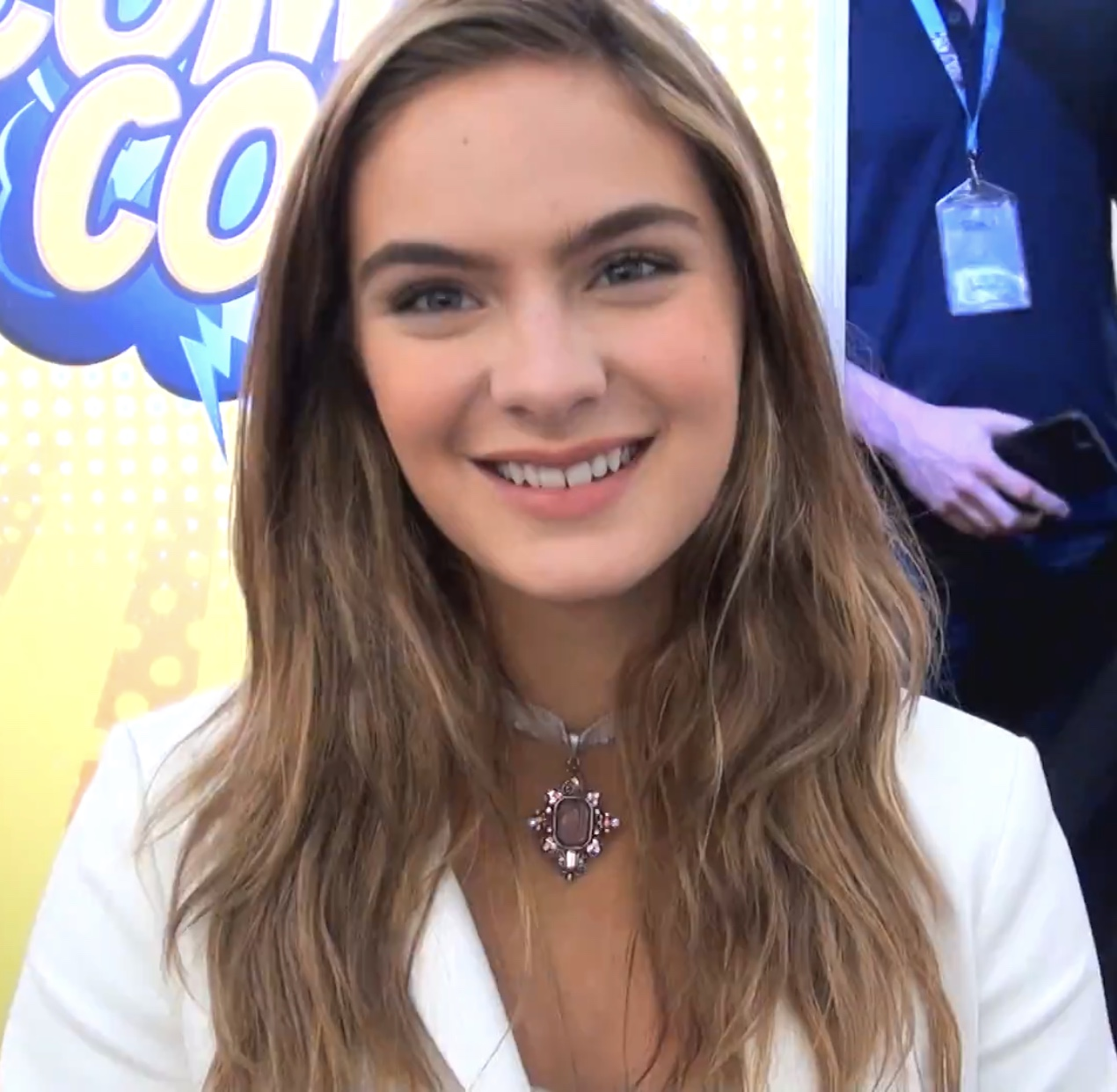
Brighton Sharbino (2017)

Brighton Sharbino wurde im August 2002 als Tochter von Ron Sharbino und Angela Gregory im texanischen Flower Mound geboren. Sie ist die Schwester von Sawyer Sharbino und die drei Jahre jüngere Schwester von Saxon Sharbino. Sharbino ist seit 2008 als Schauspielerin aktiv. Nach kleineren Filmrollen und Gastauftritten in Fernsehserien wie Friday Night Lights, Hannah Montana, Prime Suspect, The New Normal und Navy CIS übernahm sie von 2013 bis 2014 in der Horrorserie The Walking Dead die Nebenrolle der Lizzie Samuels. 2014 spielte sie in der ersten Staffel der HBO-Serie True Detective als Maisie Hart eine weitere Nebenrolle.

## Filmografie (Auswahl)
- 2008: Friday Night Lights (Fernsehserie, Folge 3x05)
- 2009: Barney und seine Freunde (Barney & Friends, Fernsehserie, 2 Folgen)
- 2010: Hannah Montana (Fernsehserie, Folge 4x08)
- 2011: Prime Suspect (Fernsehserie, Folge 1x02)
- 2012: The New Normal (Fernsehserie, Folge 1x06)
- 2013: Navy CIS (NCIS, Fernsehserie, Folge 10x13)
- 2013: Cheap Thrills
- 2013: Plato’s Symposium
- 2013–2015: The Walking Dead (Fernsehserie, 9 Folgen)
- 2014: True Detective (Fernsehserie, Folgen 1x05–1x06)
- 2014: Once Upon a Time – Es war einmal … (Once Upon a Time, Fernsehserie, Folge 4x07)
- 2015: Growing Up Smith (Good Ol’ Boy)
- 2016: Miracles from Heaven
- 2017: Law & Order: Special Victims Unit (Fernsehserie, Folge 19x04)
- 2017: Bitch
- 2017: Völlig verrückte Weihnachten (Christmas in the Heartland)
- 2018: Fest im Sattel – Eine zweite Chance für Faith (Urban Country)
- 2018: Criminal Minds (Fernsehserie, Episode 14x05)
- 2019: Zoe Valentine (Fernsehserie, 7 Folgen)
- 2019: American Skin
- 2019: Radioflash
- 2020: Beckman
- 2020: Players (Webserie, 8 Folgen)
- 2020: The Shadow Diaries (Podcast, Stimme, Episode 1x03)
- 2022: Welcome to Chippendales (Fernsehserie, Episode 1x06)
- 2023: The Man in the White Van